# Sphingini
De Sphingini zijn een geslachtengroep van vlinders uit de familie pijlstaarten (Sphingidae).

## Geslachten en soorten
- Amphimoea (Rothschild & Jordan, 1903)
  - Amphimoea walkeri (Boisduval, 1875)
- Apocalypsis (Rothschild & Jordan, 1903)
  - Apocalypsis velox (Butler, 1876)
- Ceratomia
  - Ceratomia amyntor (Geyer, 1835)
  - Ceratomia catalpae (Boisduval, 1875)
  - Ceratomia hageni Grote, 1874
  - Ceratomia hoffmanni Mooser, 1942
  - Ceratomia sonorensis Hodges, 1971
  - Ceratomia undulosa (Walker, 1856)
- Cocytius
  - Cocytius antaeus (Drury, 1773)
  - Cocytius beelzebuth (Boisduval, 1875)
  - Cocytius duponchel (Poey, 1832)
  - Cocytius lucifer Rothschild & Jordan, 1903
  - Cocytius mortuorum Rothschild & Jordan, 1910
  - Cocytius vitrinus Rothschild & Jordan, 1910
- Dolba
  - Dolba hyloeus (Drury, 1773)
- Dolbogene (Rothschild & Jordan, 1903)
  - Dolbogene hartwegii (Butler, 1875)
  - Dolbogene igualana (Schaus, 1932)
- Dovania (Rothschild & Jordan, 1903)
  - Dovania neumanni Jordan, 1925
  - Dovania poecila Rothschild & Jordan, 1903
- Ellenbeckia (Rothschild & Jordan, 1903)
  - Ellenbeckia monospila Rothschild & Jordan, 1903
- Euryglottis
  - Euryglottis albostigmata Rothschild, 1895
  - Euryglottis aper (Walker, 1856)
  - Euryglottis davidianus Dognin, 1891
  - Euryglottis dognini Rothschild, 1896
  - Euryglottis guttiventris (Rothschild & Jordan, 1903)
  - Euryglottis johannes Eitschberger, 1998
  - Euryglottis oliver Eitschberger, 1998
- Hoplistopus (Rothschild & Jordan, 1903)
  - Hoplistopus butti (Rothschild & Jordan, 1903)
  - Hoplistopus penricei (Rothschild & Jordan, 1903)
- Isoparce (Rothschild & Jordan, 1903)
  - Isoparce cupressi (Boisduval, 1875)
- Lapara
  - Lapara bombycoides Walker, 1856
  - Lapara coniferarum (JE Smith, 1797)
  - Lapara halicarnie Strecker, 1880
  - Lapara phaeobrachycerous Brou, 1994
- Leucomonia (Rothschild & Jordan, 1903)
  - Leucomonia bethia (Kirby, 1877)
- Litosphingia
  - Litosphingia corticea Jordan, 1920
- Lomocyma
  - Lomocyma oegrapha (Rothschild & Jordan, 1903)
- Macropoliana
  - Macropoliana afarorum Rougeot, 1975
  - Macropoliana asirensis Wiltshire, 1980
  - Macropoliana ferax (Rothschild & Jordan, 1916)
  - Macropoliana natalensis (Butler, 1875)
  - Macropoliana oheffernani (Gess, 1967)
  - Macropoliana scheveni Carcasson, 1972
- Manduca
  - Manduca afflicta (Grote, 1865)
  - Manduca albiplaga (Walker, 1856)
  - Manduca albolineata (Gehlen, 1935)
  - Manduca andicola (Rothschild & Jordan, 1916)
  - Manduca armatipes (Rothschild & Jordan, 1916)
  - Manduca aztecus (Mooser, 1942)
  - Manduca barnesi (Clark, 1919)
  - Manduca bergarmatipes (Clark, 1927)
  - Manduca bergi (Rothschild & Jordan, 1903)
  - Manduca blackburni (Butler, 1880)
  - Manduca boliviana (Clark, 1923)
  - Manduca brasilensis (Jordan, 1911)
  - Manduca brontes (Drury, 1773)
  - Manduca brunalba (Clark, 1929)
  - Manduca camposi (Schaus, 1932)
  - Manduca caribbeus (Cary, 1952)
  - Manduca chinchilla (Gehlen, 1942)
  - Manduca clarki (Rothschild & Jordan, 1916)
  - Manduca contracta (Butler, 1875)
  - Manduca corallina (Druce, 1883)
  - Manduca corumbensis (Clark, 1920)
  - Manduca dalica (Kirby, 1877)
  - Manduca diffissa (Butler, 1871)
  - Manduca dilucida (Edwards, 1887)
  - Manduca empusa (Kernbach, 1965)
  - Manduca extrema (Gehlen, 1926)
  - Manduca feronia (Kernbach, 1968)
  - Manduca florestan (Stoll, 1782)
  - Manduca fosteri (Rothschild & Jordan, 1906)
  - Manduca franciscae (Clark, 1916)
  - Manduca gueneei (Clark, 1932)
  - Manduca hannibal (Cramer, 1779)
  - Manduca huascara (Schaus, 1941)
  - Manduca incisa (Walker, 1956)
  - Manduca janira (Jordan, 1911)
  - Manduca jasminearum (Guerin-Meneville, 1832)
  - Manduca johanni (Cary, 1958)
  - Manduca jordani (Giacomelli, 1912)
  - Manduca kuschei (Clark, 1920)
  - Manduca lanuginosa (Edwards, 1887)
  - Manduca lefeburii (Guerin-Meneville, 1844)
  - Manduca leucospila (Rothschild & Jordan, 1903)
  - Manduca lichenea (Burmeister, 1855)
  - Manduca lucetius (Cramer, 1780)
  - Manduca manducoides (Rothschild, 1895)
  - Manduca morelia (Druce, 1884)
  - Manduca mossi (Jordan, 1911)
  - Manduca muscosa (Rothschild & Jordan, 1903)
  - Manduca occulta (Rothschild & Jordan, 1903)
  - Manduca ochus (Klug,1836)
  - Manduca opima (Rothschild and Jordan, 1916)
  - Manduca pellenia (Herrich-Schaffer, 1854)
  - Manduca prestoni (Gehlen, 1926)
  - Manduca quinquemaculatus (Haworth, 1803)
  - Manduca reducta (Gehlen, 1930)
  - Manduca rustica (Fabricius, 1775)
  - Manduca schausi (Clark, 1919)
  - Manduca scutata (Rothschild & Jordan, 1903)
  - Manduca sesquiplex (Boisduval, 1870)
  - Manduca sexta (Linnaeus, 1763)
  - Manduca stuarti (Rothschild, 1896)
  - Manduca trimacula (Rothschild & Jordan, 1903)
  - Manduca tucumana (Rothschild & Jordan, 1903)
  - Manduca undata (Rothschild & Jordan, 1903)
  - Manduca vestalis (Jordan, 1917)
  - Manduca violaalba (Clark, 1922)
  - Manduca wellingi Brou, 1984
- Nannoparce (Rothschild & Jordan, 1903)
  - Nannoparce balsa Schaus, 1932
  - Nannoparce poeyi (Grote, 1865)
- Neococytius
  - Neococytius cluentius (Cramer, 1775)
- Neogene (Rothschild & Jordan, 1903)
  - Neogene albescens Clark, 1929
  - Neogene carrerasi (Giacomelli, 1911)
  - Neogene corumbensis Clark, 1922
  - Neogene curitiba Jones, 1908
  - Neogene dynaeus (Hubner, 1927)
  - Neogene intermedia Clark, 1935
  - Neogene pictus Clark, 1931
  - Neogene reevei (Druce, 1882)
  - Neogene steinbachi Clark, 1924
- Oligographa (Rothschild & Jordan, 1903)
  - Oligographa juniperi (Boisduval, 1847)
- Panogena (Rothschild & Jordan, 1903)
  - Panogena jasmini (Boisduva,l 1875)
  - Panogena lingens (Butler, 1877)
- Pantophaea
  - Pantophaea favillacea (Walker, 1866)
  - Pantophaea jordani (Joicey & Talbot, 1916)
  - Pantophaea oneili (Clark, 1925)
- Paratrea
  - Paratrea plebeja (Fabricius, 1777)
- Poliana (Rothschild & Jordan, 1903)
  - Poliana albescens Inoue, 1996
  - Poliana buchholzi (Plotz, 1880)
  - Poliana leucomelas Rothschild & Jordan, 1915
  - Poliana micra Rothschild & Jordan, 1903
  - Poliana wintgensi (Strand, 1910)
- Praedora (Rothschild & Jordan, 1903)
  - Praedora leucophaea Rothschild & Jordan, 1903
  - Praedora marshalli Rothschild & Jordan, 1903
  - Praedora plagiata Rothschild & Jordan, 1903
- Pseudodolbina
  - Pseudodolbina aequalis Rothschild & Jordan, 1903
  - Pseudodolbina fo (Walker, 1856)
- Psilogramma (Rothschild & Jordan, 1903)
  - Psilogramma increta (Walker, 1865)
  - Psilogramma jordana Bethune-Baker, 1905
  - Psilogramma menephron (Cramer, 1780)
  - Psilogramma papuensis 
  - Psilogramma wannanensis Meng, 1990
- Sagenosoma
  - Sagenosoma elsa (Strecker, 1878)
- Sphinx
  - Sphinx adumbrata (Dyar, 1912)
  - Sphinx arthuri Rothschild, 1897
  - Sphinx asellus (Rothschild & Jordan, 1903)
  - Sphinx aurigutta (Rothschild & Jordan, 1903)
  - Sphinx balsae (Schaus, 1932)
  - Sphinx biolleyi (Schaus, 1912)
  - Sphinx caligineus (Butler, 1877)
  - Sphinx canadensis (Boisduval, 1875)
  - Sphinx centrosinaria Kitching & Jin, 1998
  - Sphinx chersis (Hubner, 1823)
  - Sphinx chisoya (Schaus, 1932)
  - Sphinx constricta Butler, 1885
  - Sphinx crassistriga (Rothschild & Jordan, 1903)
  - Sphinx dollii Neumoegen, 1881
  - Sphinx drupiferarum JE Smith, 1797
  - Sphinx eremitoides Strecker, 1874
  - Sphinx eremitus (Hubner, 1823)
  - Sphinx formosana Riotte, 1970
  - Sphinx franckii Neumoegen, 1893
  - Sphinx geminus (Rothschild & Jordan, 1903)
  - Sphinx gordius Cramer, 1779
  - Sphinx istar (Rothschild & Jordan, 1903)
  - Sphinx justiciae Walker, 1856
  - Sphinx kalmiae JE Smith, 1797
  - Sphinx leucophaeata Clemens, 1859
  - Sphinx libocedrus Edwards, 1881
  - Sphinx ligustri Linnaeus, 1758
  - Sphinx lugens Walker, 1856
  - Sphinx luscitiosa Clemens, 1859
  - Sphinx maura Burmeister, 1879
  - Sphinx maurorum (Jordan, 1931)
  - Sphinx merops Boisduval, 1870
  - Sphinx morio (Rothschild & Jordan, 1903)
  - Sphinx oberthueri (Rothschild & Jordan, 1903)
  - Sphinx perelegans Edwards, 1874
  - Sphinx phalerata Kernbach, 1955
  - Sphinx pinastri Linnaeus, 1758
  - Sphinx pitzahuac Mooser, 1948
  - Sphinx poecila Stephens, 1828
  - Sphinx porioni Cadiou, 1995
  - Sphinx praelongus (Rothschild & Jordan, 1903)
  - Sphinx pseudostigmatica Gehlen, 1928
  - Sphinx separatus Neumoegen, 1885
  - Sphinx sequoiae Boisduval, 1868
  - Sphinx smithi Cadiou, 1998
  - Sphinx tricolor Clark, 1923
  - Sphinx vashti Strecker, 1878
  - Sphinx xantus Cary, 1963
- Thamnoecha (Rothschild & Jordan, 1903)
  - Thamnoecha uniformis (Butler, 1875)
- Xanthopan (Rothschild & Jordan, 1903)
  - Xanthopan morganii (Walker, 1856)

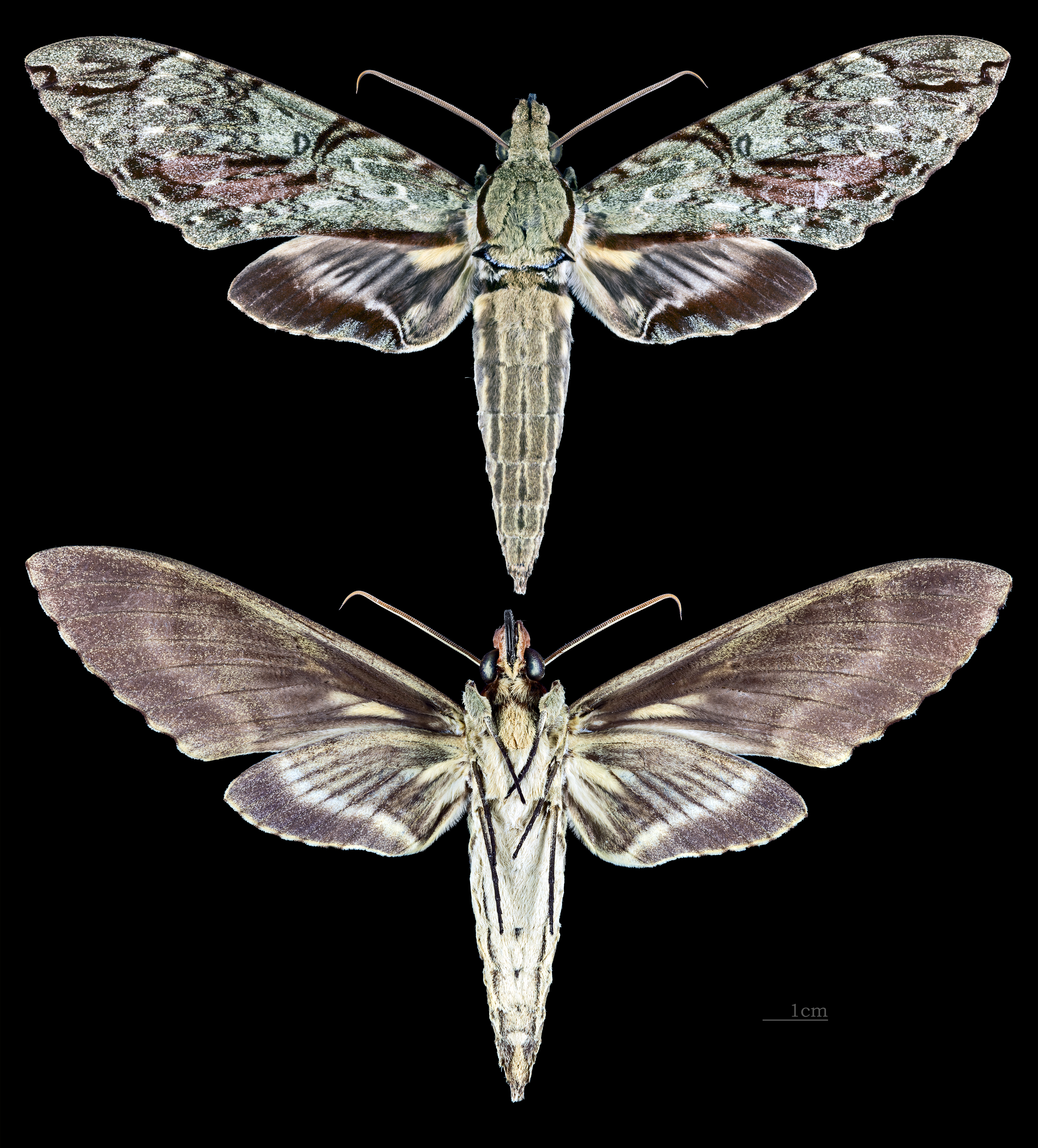
Amphimoea
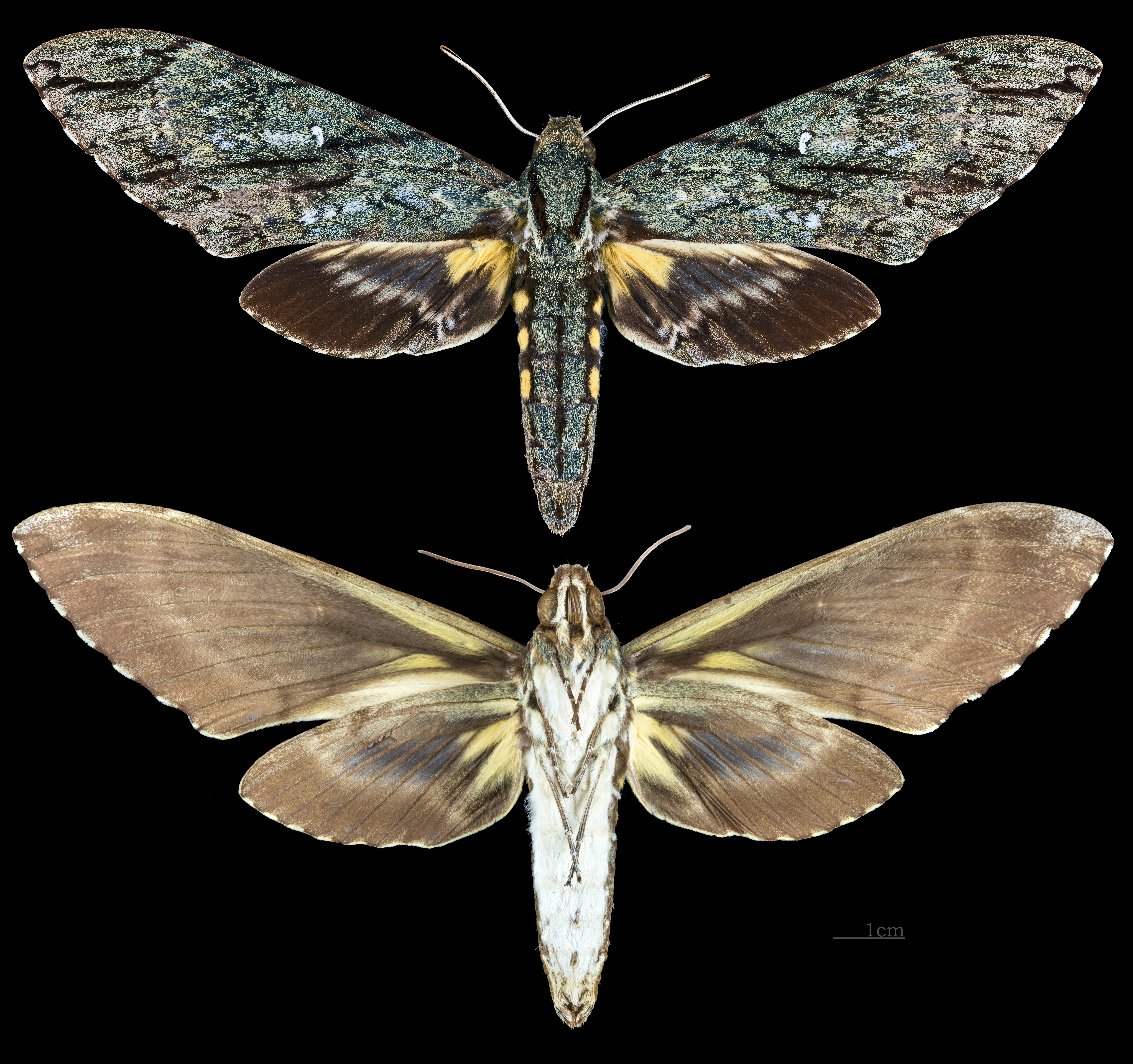
Amphonyx
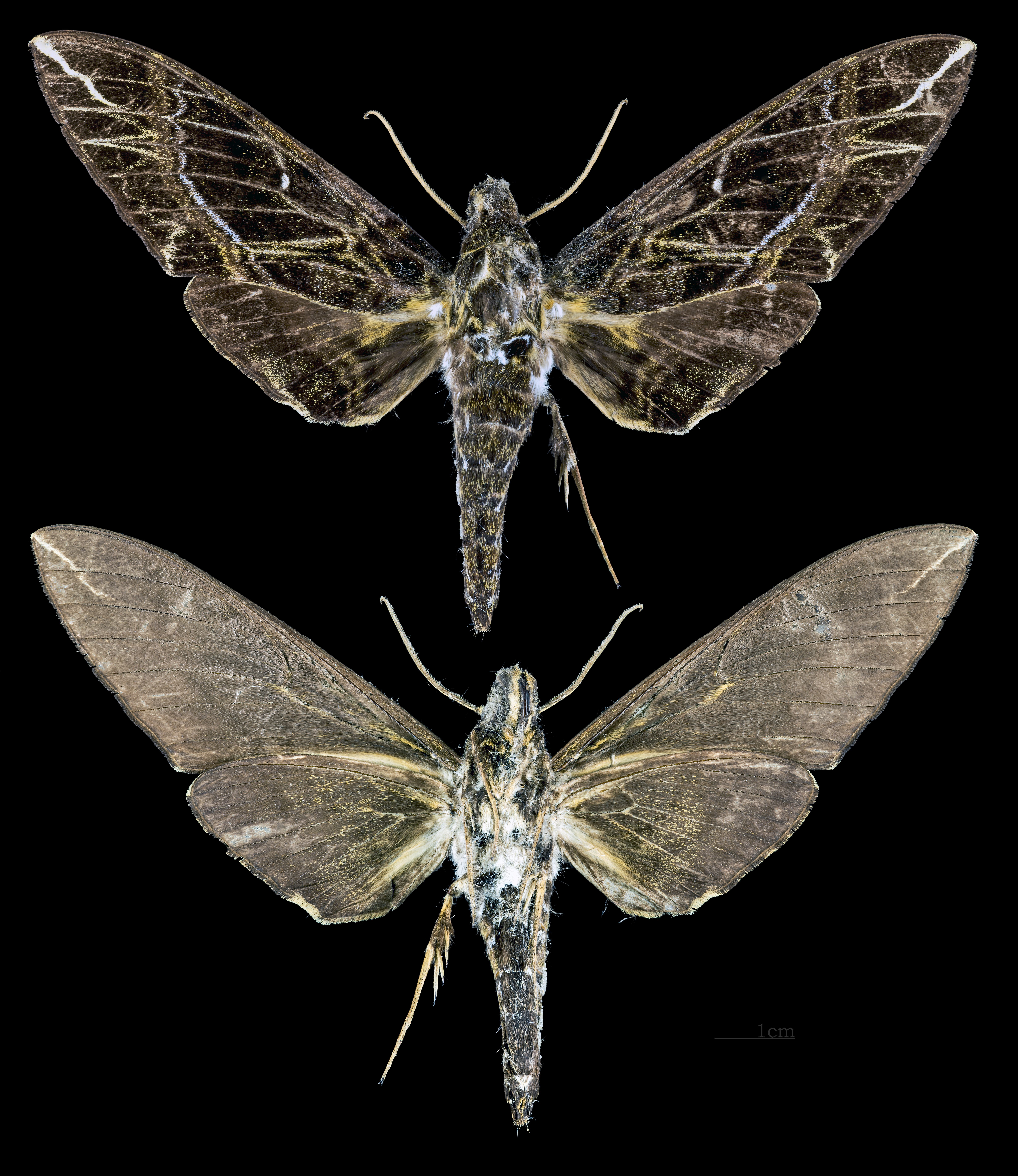
Apocalypsis
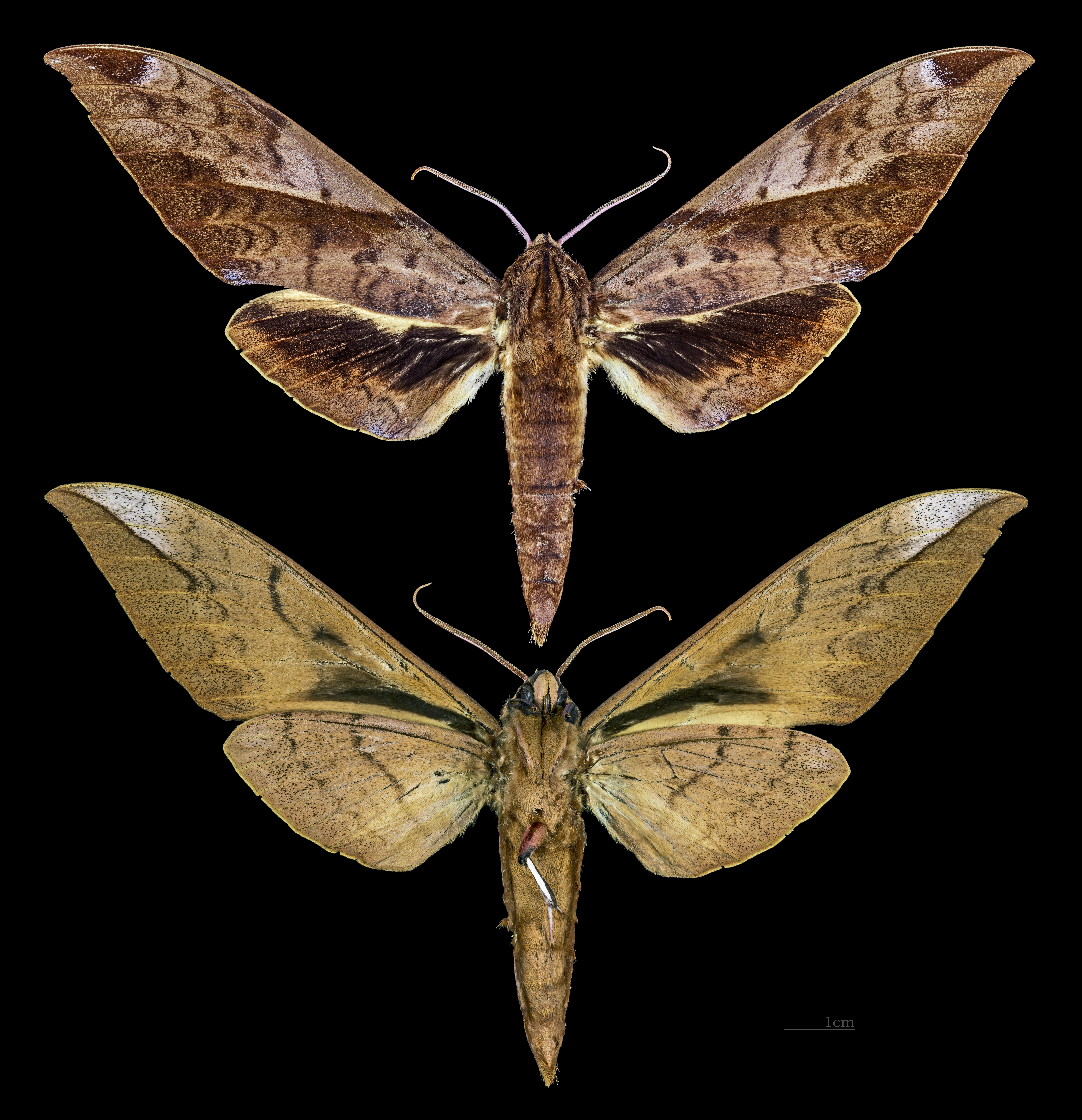
Clanis
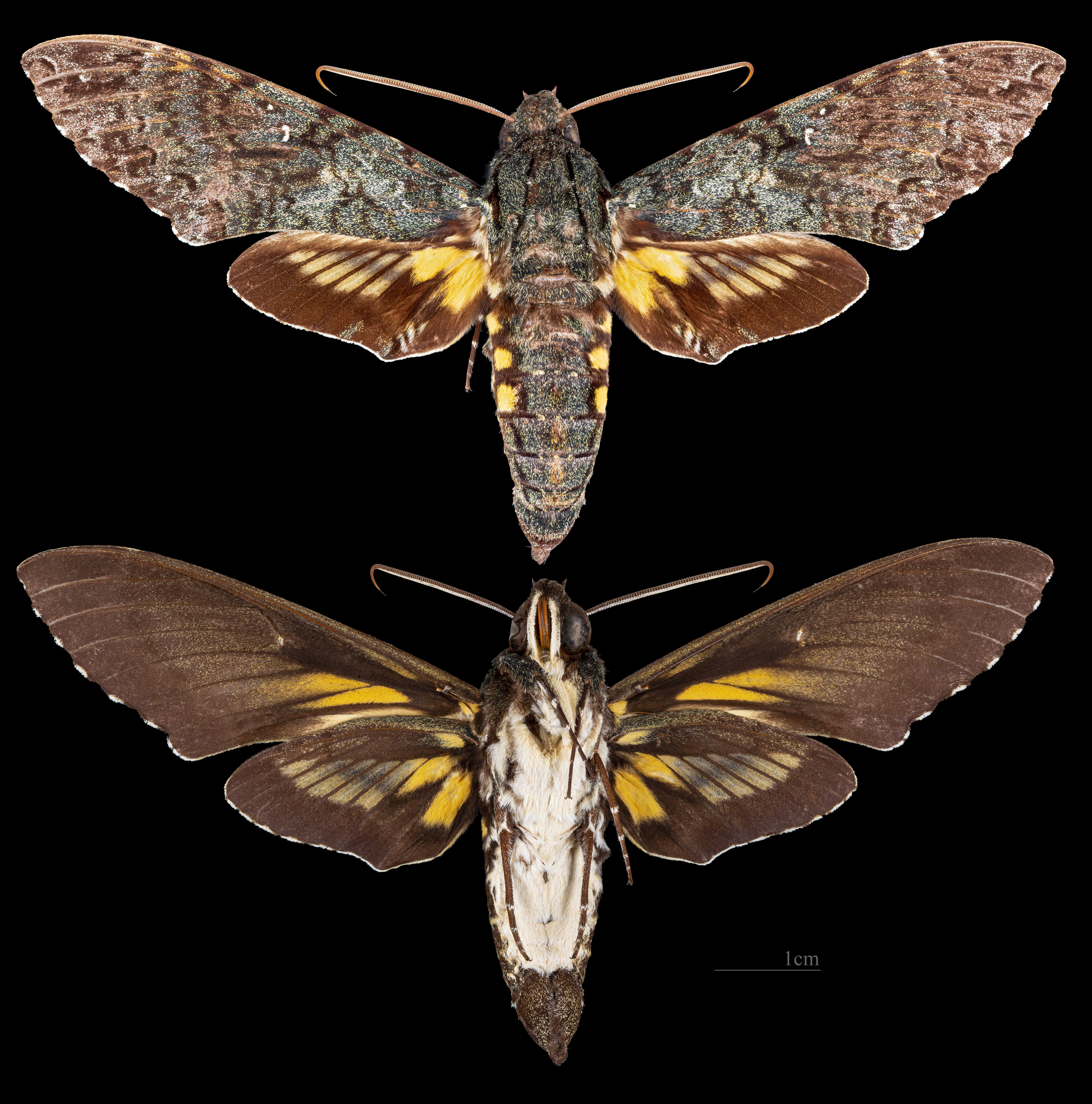
Cocytius
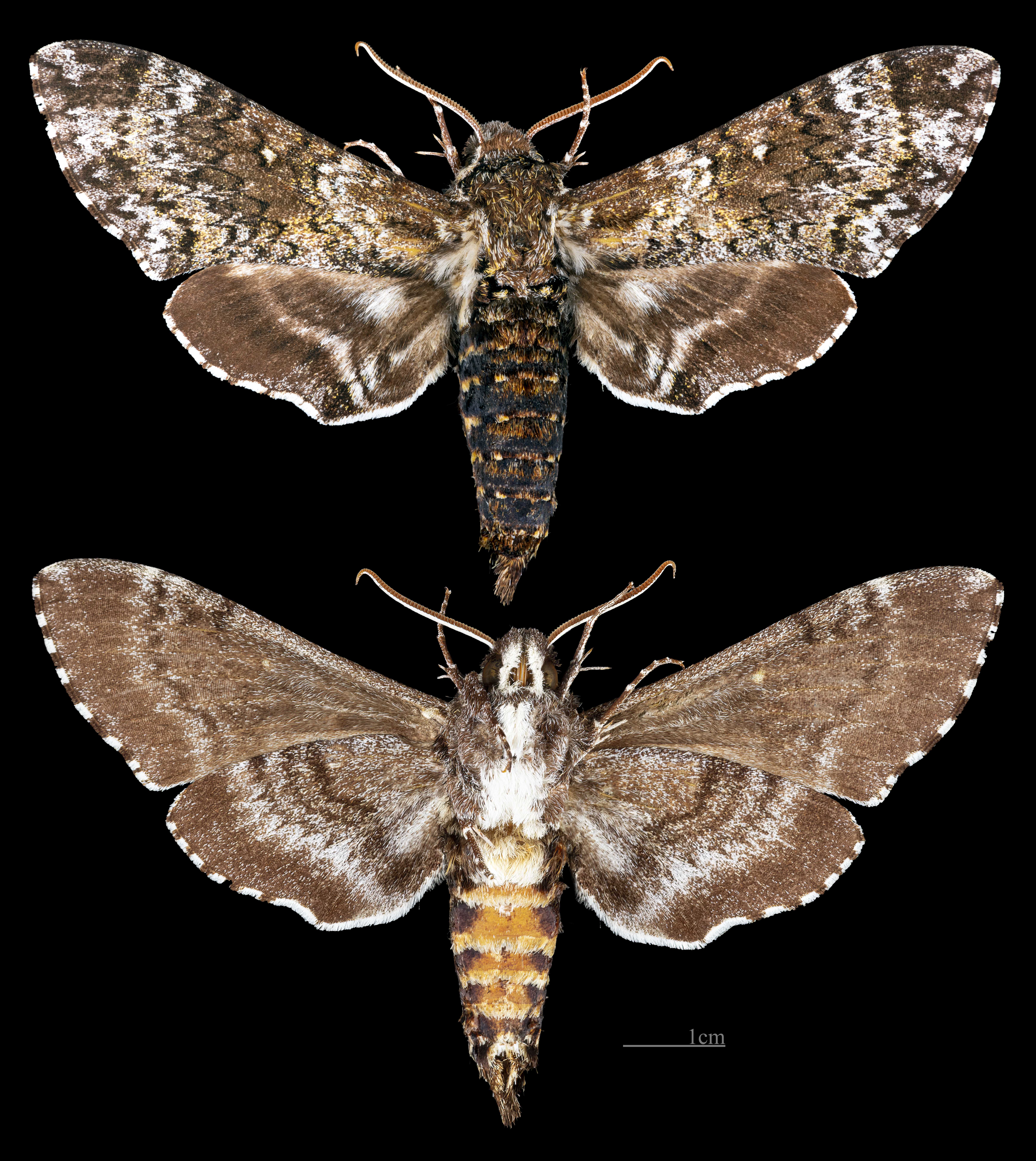
Dolba
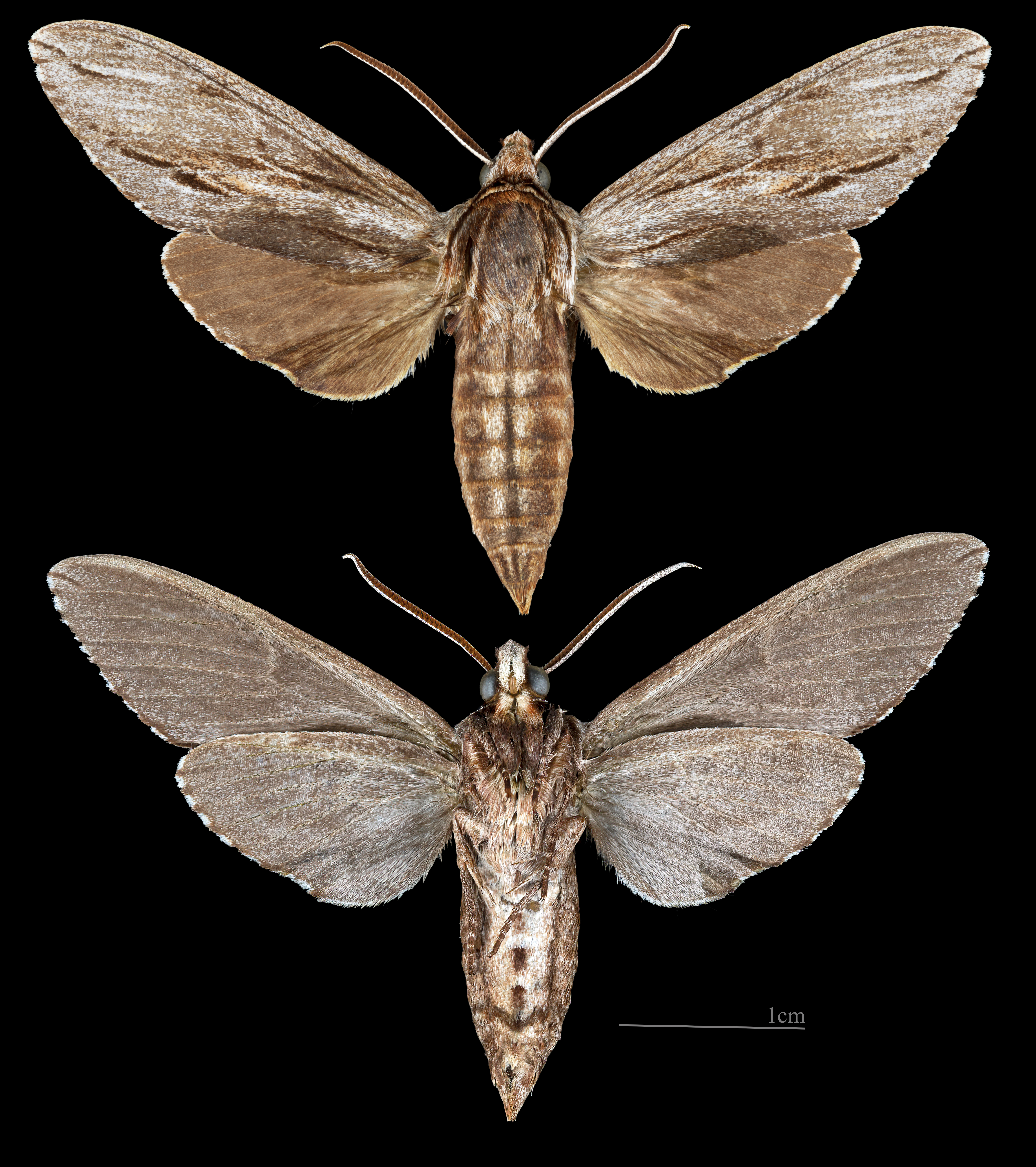
Isoparce
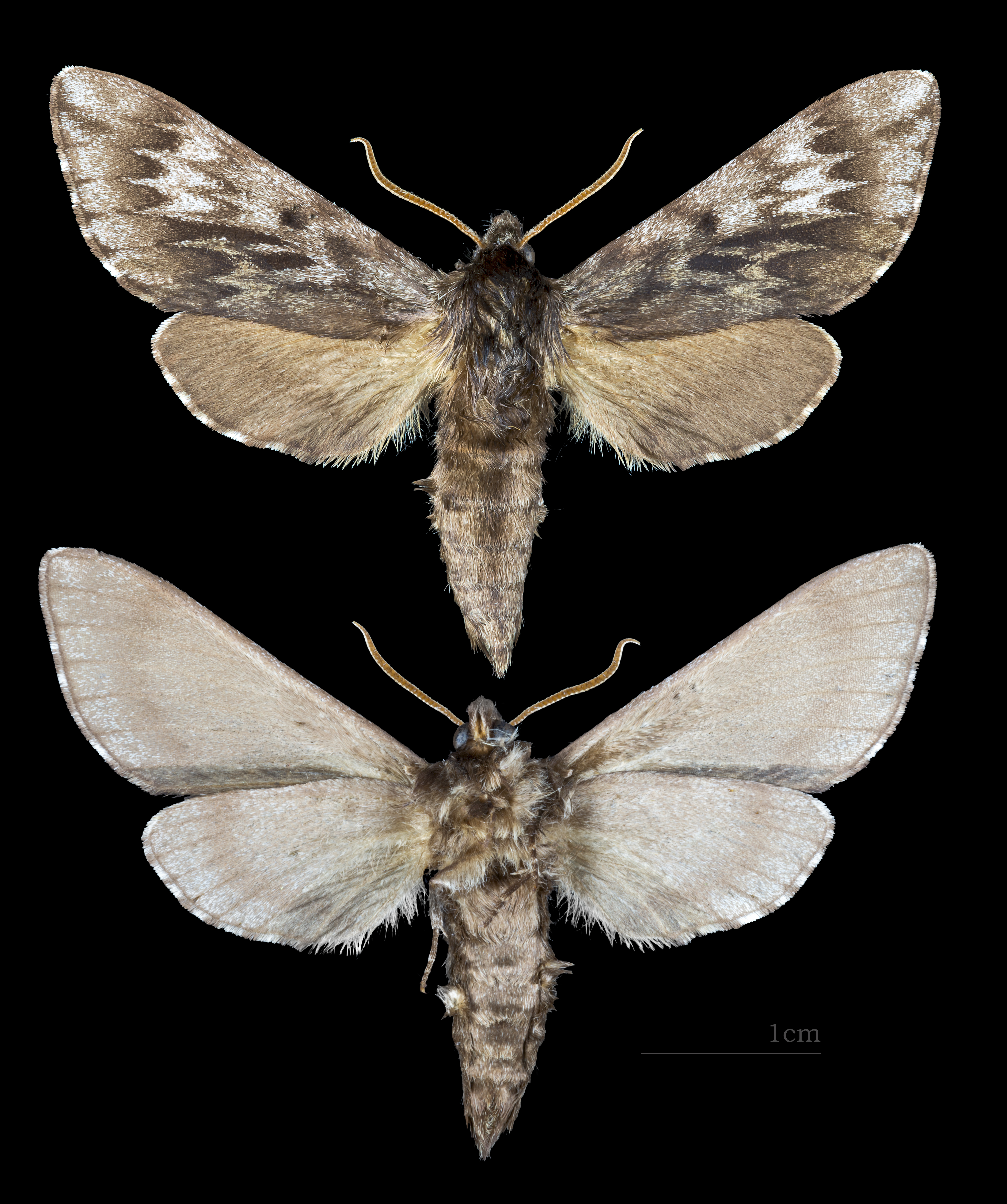
Lapara
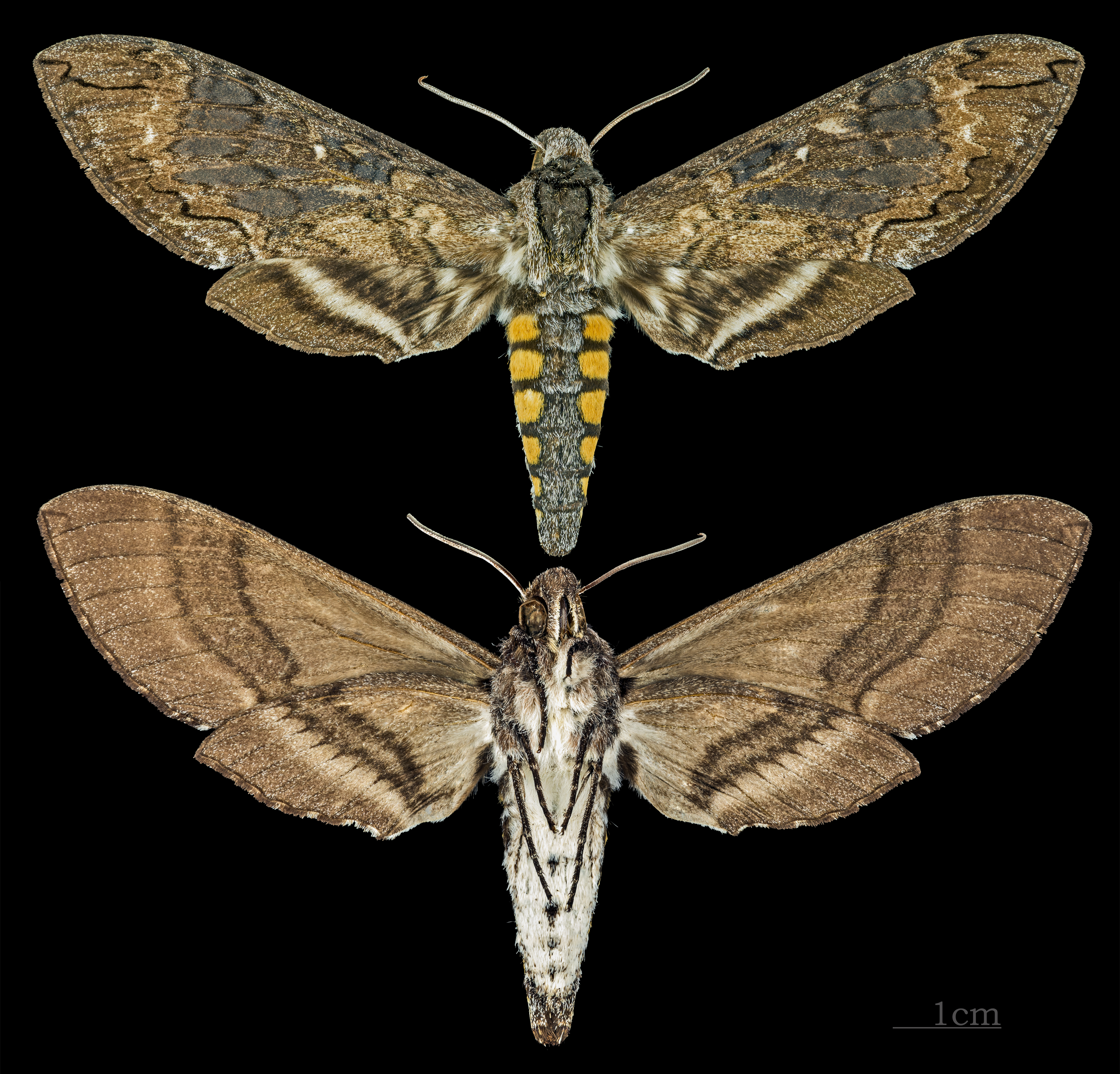
Manduca
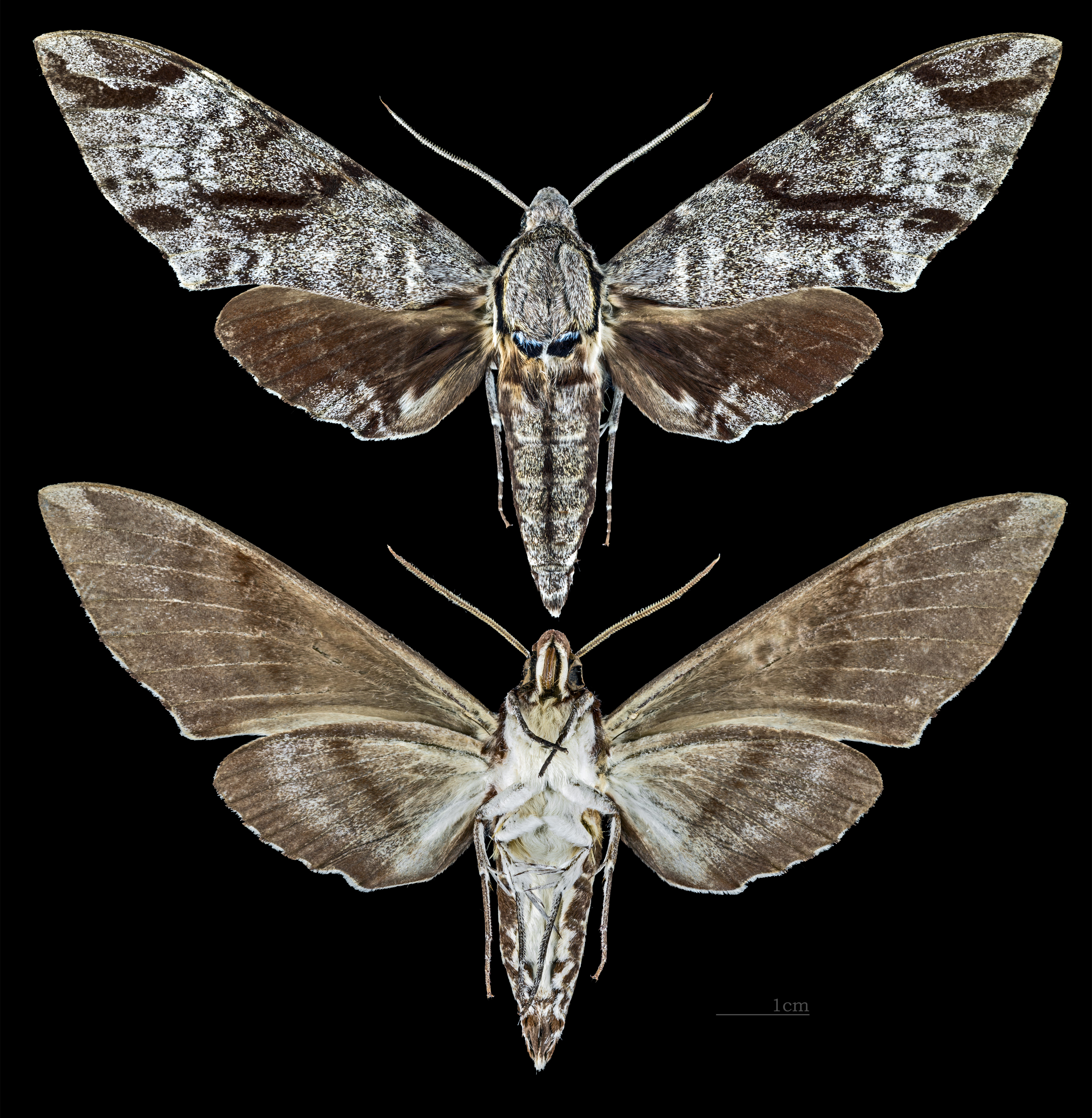
Meganoton
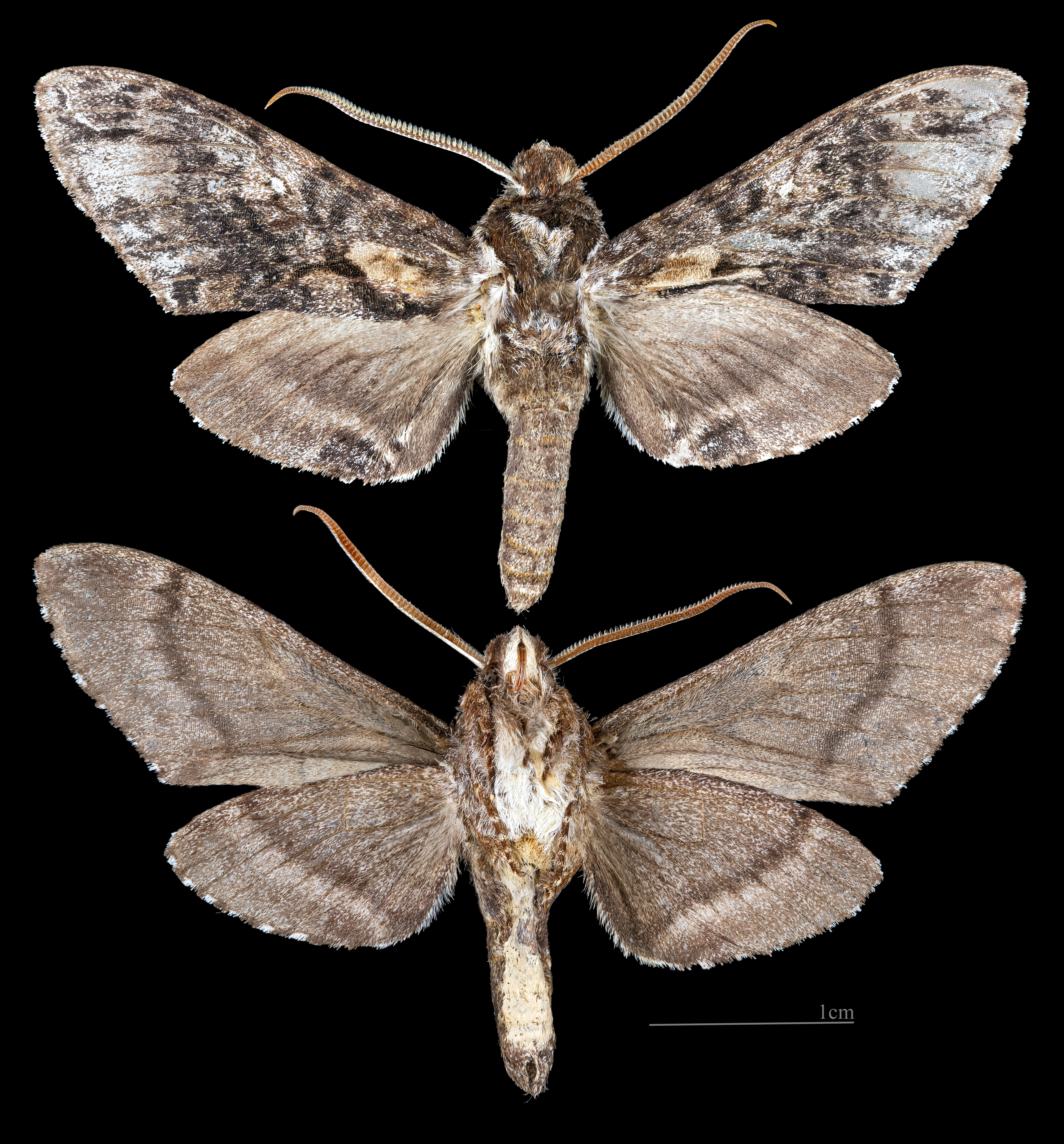
Nannoparce balsa
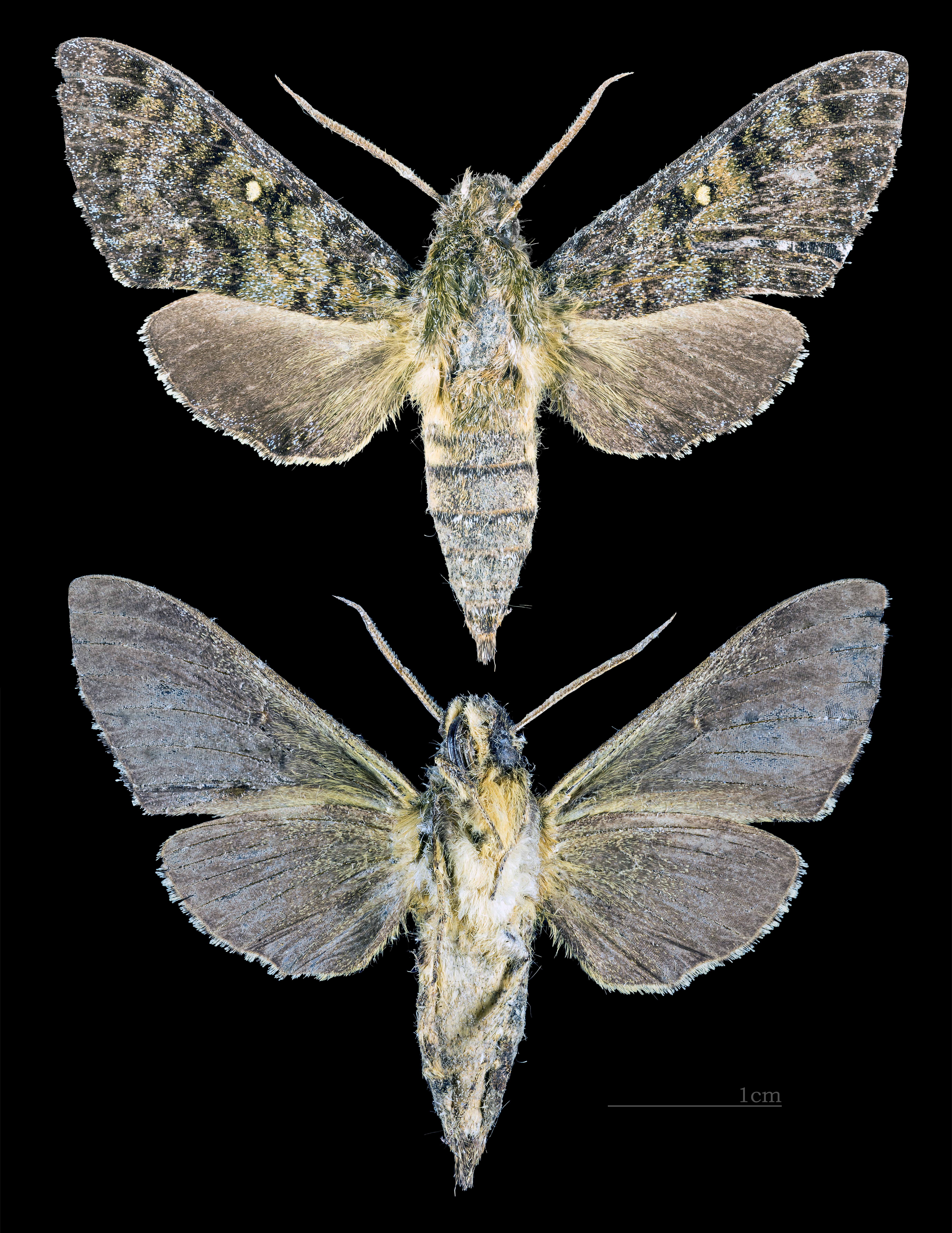
Pseudodolbina
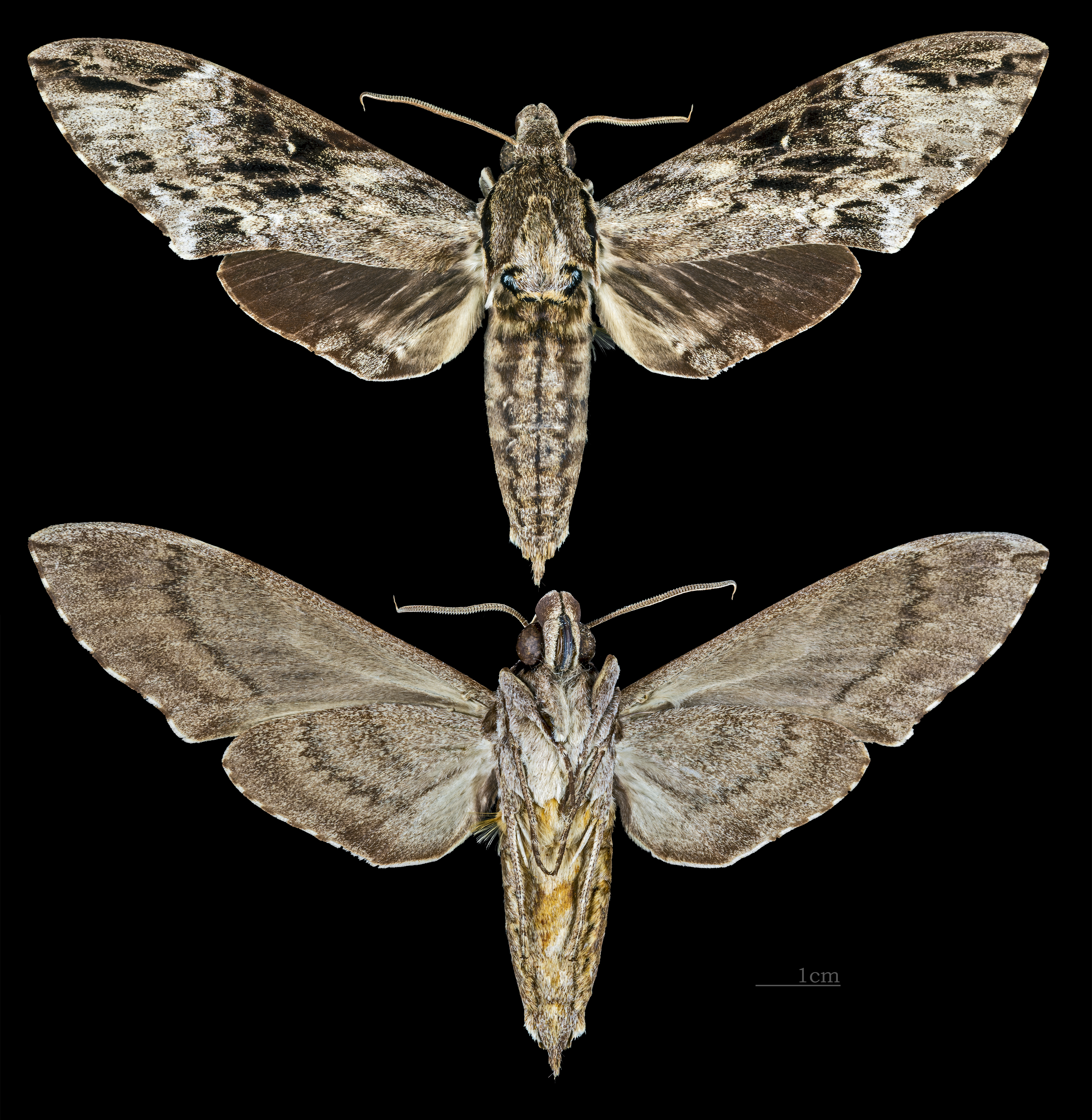
Psilogramma
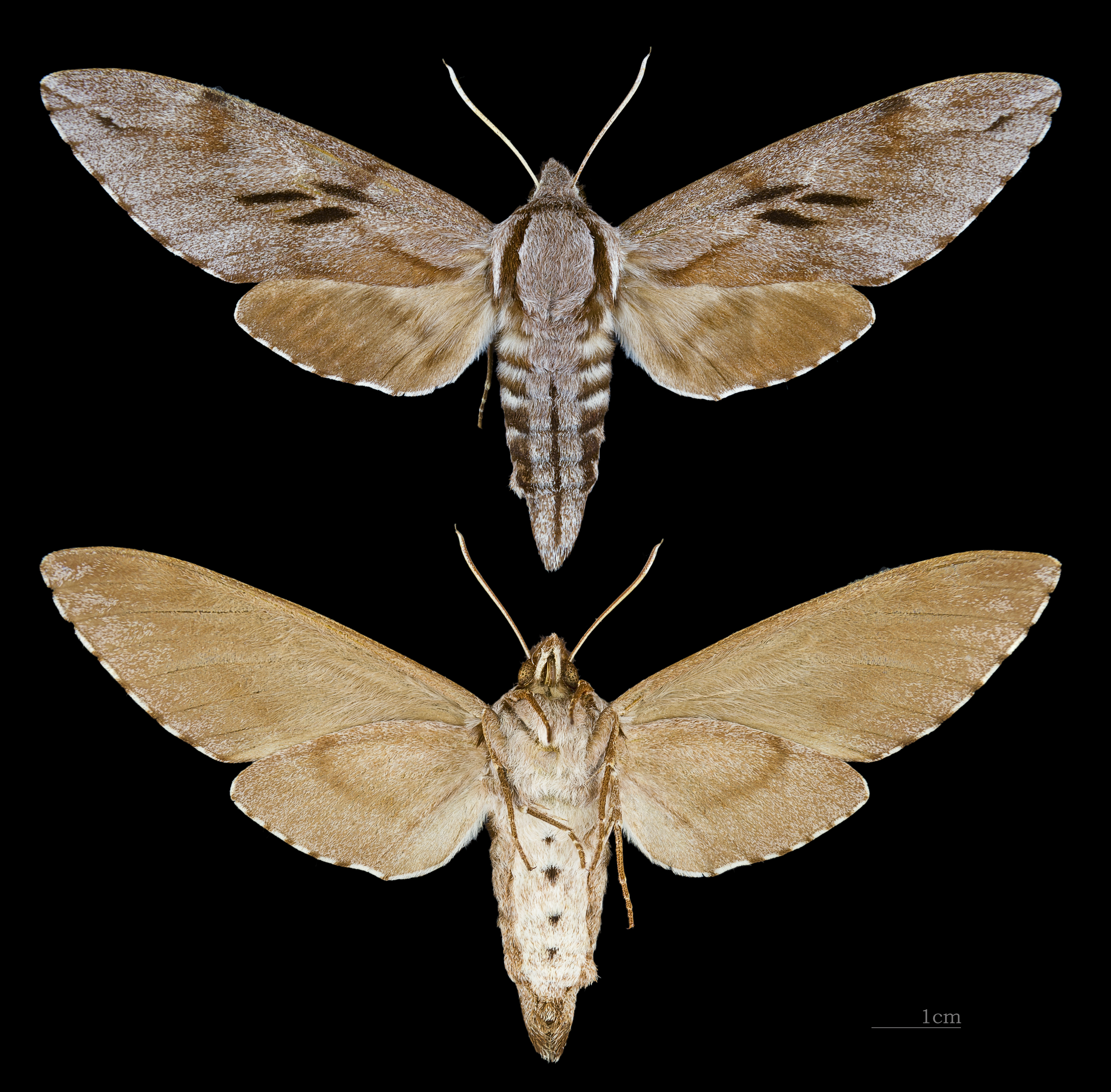
Sphinx